# Scotopteryx culoti
Scotopteryx culoti là một loài bướm đêm trong họ Geometridae.